# Eine Berliner Romanze
Eine Berliner Romanze ist ein Spielfilm der DEFA von Gerhard Klein aus dem Jahr 1956.

## Handlung
Uschi ist 16 Jahre alt und lernt im HO-Bekleidungswarenhaus am Bahnhof Berlin Alexanderplatz den Beruf einer Verkäuferin. Als sie eines Tages auch Kleider vorführen darf, und sie Gefallen daran findet, kommt sie auf die Idee, Mannequin zu werden. Aber ihre Eltern, bei denen sie mit ihrem Bruder in Ost-Berlin wohnt, erklären sich nicht damit einverstanden.
Nach Feierabend trifft sich Uschi immer mit ihren Freundinnen und manchmal gehen sie auch gemeinsam in West-Berlin ins Kino. Eines Abends begleitet Uschi ihre Freundin Karin aber nur bis an das Kino, geht jedoch nicht mit hinein, da sie keine Lust hat. An einem Verkaufsstand will sie sich eine Süßigkeit zum Naschen kaufen, der Händler will zwar ihr Ostgeld annehmen, kann aber den Schein nicht wechseln. Das bekommt der in der Nähe stehende Jugendliche mit dem Spitznamen „Lord“ mit und bezahlt die Summe. Seine lustige, unbekümmerte Art und auch sein Kofferradio gefallen ihr; deshalb geht sie noch ein Stück mit ihm spazieren. Doch sein Freund Hans hat sich sofort in Uschi verliebt und versucht sie für sich zu gewinnen. Hans und Lord verdienen ihr Geld als Westberliner mit dem Waschen von großen Luxuslimousinen in einer Autowäsche. Doch damit ist eines Tages, auf Grund mangelnder Nachfrage, Schluss. Lord fährt nach Hamburg, um dort sein Glück zu versuchen, und Hans sucht in West-Berlin eine neue Arbeit, die er auch, nach vielen Fehlversuchen, in einem Abbruchunternehmen findet.
Hans verzeichnet mit seiner unnachgiebigen Art bei Uschi langsam Erfolge und es entwickelt sich zwischen beiden eine zarte Liebe. Sie verbringen sehr viel Zeit zusammen, bis er eines Tages, während eines starken Regens, mit ihr in die Wohnung eines Freundes geht, von der er weiß, wo der Schlüssel liegt. Uschi vermutet, dass es seine ist, doch er wohnt auch noch bei seiner Mutter. Da Uschi immer öfter spät nach Hause kommt, gibt es Ärger mit ihren Eltern. Das geht so weit, dass sie beschließt, dort wegzugehen und zu Hans zu ziehen. Doch in seiner vermeintlichen Wohnung öffnet eine junge Frau, die ihr erklärt, dass es nicht seine Wohnung ist und ihr seine richtige Adresse gibt.
Hans hat in der Zwischenzeit einen Arbeitsunfall gehabt und sein Arm liegt in Gips. Nun hat er wieder keine Arbeit. Da er also keine eigene Wohnung hat und sich als Arbeitsloser auch keine leisten kann, zieht Uschi wieder zu ihren Eltern nach Ost-Berlin. Dort versöhnt sie sich wieder mit ihnen und erhält die Erlaubnis, Hans einmal mitzubringen.

## Produktion
Eine Berliner Romanze ist ein vom DEFA-Studio für Spielfilme gedrehter Schwarzweißfilm, der aus Anlass der Festwochen zum zehnjährigen Bestehen der DEFA seine Premiere am 17. Mai 1956 im Berliner Kino Babylon hatte. Die Fernsehpremiere fand am 28. Juli 1958 im Programm des Deutschen Fernsehfunks statt. Das bundesdeutsche Fernsehen zeigte den Film am 29. Januar 1986 im NDR Fernsehen.
Die Außenaufnahmen wurden in Berlin am Alexanderplatz, am Langen See mit der Dampferanlegestelle Marienlust, auf der Warschauer Brücke, im U-Bahnhof Warschauer Straße, in der Rathausstraße, vor dem Bahnhof Berlin-Grünau und an der Spree mit Blick auf den Bahnhof Friedrichstraße gedreht.
Die Dramaturgie lag in den Händen von Lil Kahler.

## Kritik
Me. schreibt in der Neuen Zeit:

„Eine Berliner Romanze — zu einem wesentlichen Thema ein gewiß interessanter Unterhaltungsfilm. Junge Liebe im gespaltenen Berlin, zusätzliche Erschwernisse zu einem ohnehin für junge Menschen nicht immer einfachen Problem. Aber keine Grenze ist so stark, sie lieben und küssen sich doch. Und Liebe und Verstehen wird eines Tages endgültig über Mißtrauen und Grenzbarrieren triumphieren.“

Für das Lexikon des internationalen Films ist der noch vor dem Mauerbau entstandene Film eine Komödie, die in ihrer unpathetischen Romantik dem italienischen Neorealismus nahesteht. Er ist ein interessantes Zeitdokument, besonders in einigen tendenziös gezeichneten Schilderungen der verschiedenen Milieus.